# Os Tetrarcas

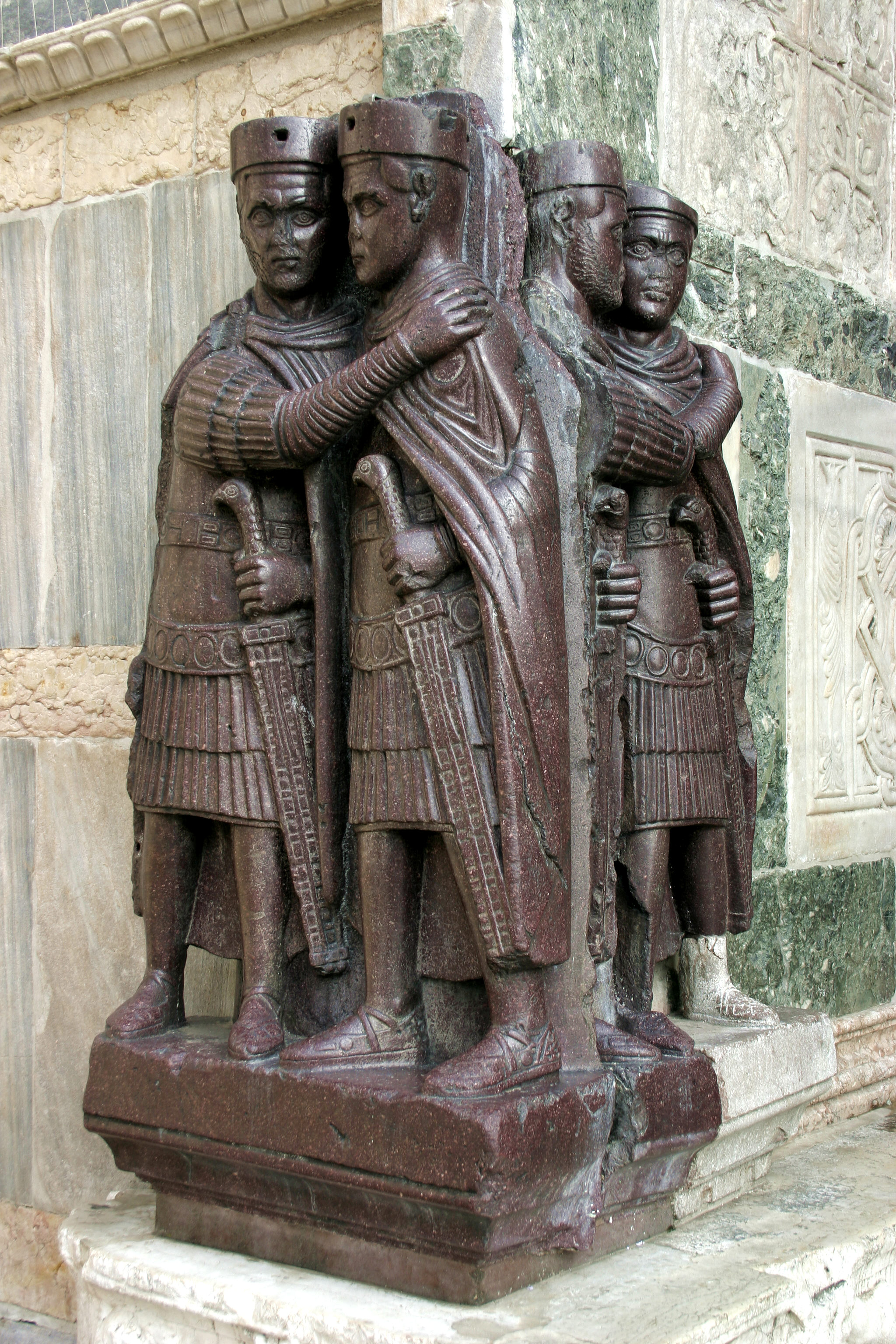
Os Tetrarcas

Os Tetrarcas, Monumento aos Tetrarcas, Escultura ou Retrato dos Quatro Tetrarcas é um grupo escultórico em pórfiro de quatro imperadores romanos datando de aproximadamente 300. Desde o fim da Idade Média, o grupo esteve fixado na fachada da Basílica de São Marcos, em Veneza, na Itália. Provavelmente originalmente formou parte das decorações do Filadélfio, uma praça pública de Constantinopla, mas teria sido removido pelos cavaleiros da Quarta Cruzada e levado à República de Veneza.

## Assunto
Depois de 293, o Império Romano fora governado por uma Tetrarquia (grupo de quatro governantes), instituída pelo imperador Diocleciano (r. 284–305). A Tetrarquia consistiu no governo por dois Augustos (imperadores seniores) e dois Césares (imperadores juniores). O Império Romano fora territorialmente dividido em duas metades, uma Oriental e outra Ocidental, com um imperador sênior e um júnior em cada uma. Com a renúncia de Diocleciano e seu colega Maximiano (r. 285-308; 310) em 305, disputa interna eclodiu entre os tetrarcas, o que acarretou no colapso do sistema cerca de 313.
A escultura dos tetrarcas simboliza o conceito da tetrarquia, em vez de fornecer quatro retratos pessoais. Cada tetrarca parece o mesmo, sem quaisquer características individualizantes, exceto que dois, provavelmente representando os Augustos, têm barba, e dois não têm. O grupo é dividido em pares que abraçam-se, o que representa a união dos Augustos e Césares. O efeito geral sugere unidade e estabilidade. A escola do material, o durável pórfiro (que é proveniente do Egito), simboliza uma permanência dum tipo reminiscente de estatuário egípcio e as antigas figuras Kouroi. Pórfiro era raro e reservado para uso imperial.

## Estilo

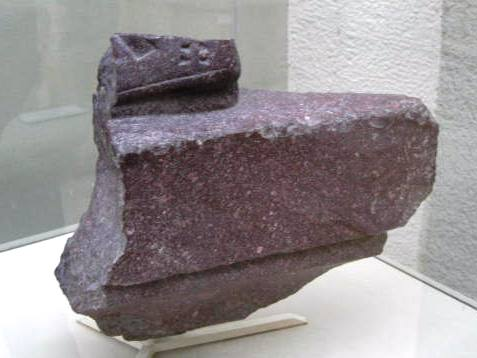
Porção do calcanhar ausente atualmente nos Museus Arqueológicos de Istambul

As figuras são robustas e agrupadas em blocos, num padrão distante à verossimilhança ou o idealismo dos períodos anteriores. As figuras são duras e rígidas, o traje deles é padronizado e estilizado. Suas faces são repetitivas e parecem encarar em algum tipo de transe. Comparando-os com os ligeiramente posteriores relevos do Arco de Constantino em Roma, Ernst Kitzinger encontra as mesmas "proporções atarracadas, movimentos angulares, uma ordenação das partes através da simetria e repetição e a renderização das características e dobras drapeadas através de incisões em vez de modelagem". Notando outros exemplos, ele continua: "A marca do estilo onde quer que aparece consiste de um enfática dureza, indolência e angularidade — em suma, uma quase completa rejeição da tradição clássica".
A questão de como contabilizar o que parece ser um declínio no estilo e execução da arte da Antiguidade Tardia tem gerado uma vasta quantidade de discussão. Os fatores introduzidos na discussão incluem: um colapso da transmissão nas habilidades artísticas devido a ruptura política e econômica da Crise do Terceiro Século, influência de estilos regionais oriental e pré-clássico do entorno do império (uma visão enaltecida por Josef Strzygowski (1862–1941), mas agora é muito desconsiderada), a emergência na arte pública de um estilo "popular" ou "itálico" mais simples que tinha sido utilizado pelos menos ricos oa longo do reinado dos modelos gregos, uma viragem ideológica ativa contra aquilo que o estilo clássico teria vindo a representar, e uma preferência deliberada em ver o mundo simplesmente e explorar as possibilidades expressivas que um estilo mais simples fornece. Um fator que não pode ser responsável, como a data e origem do grupo escultórico revela, é a ascensão do Cristianismo. Essa mudança do estilo artístico aponta para o estilo da Idade Média.

## História

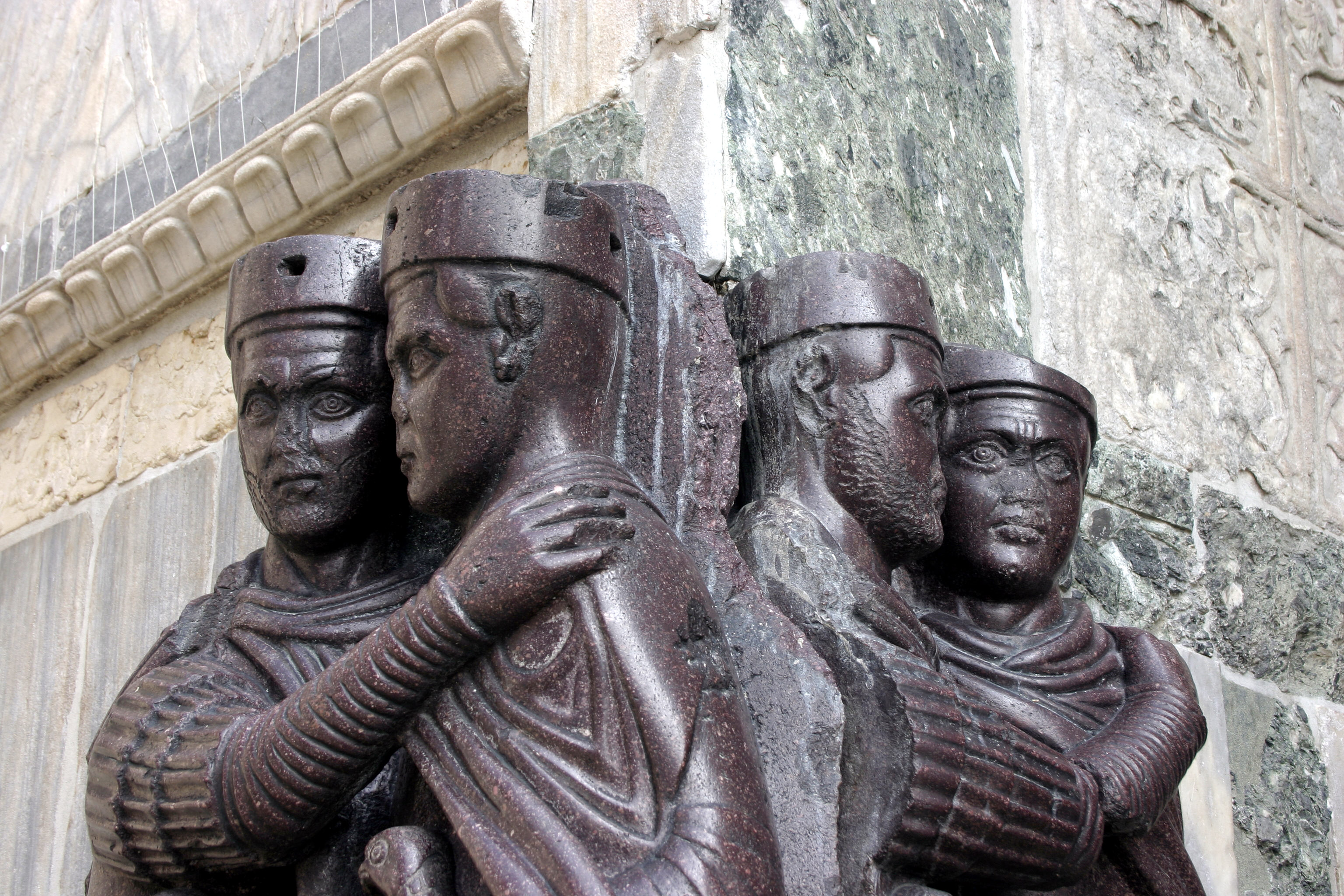
Detalhe

A estátua provavelmente originalmente decorou as colunas do pórtico do Filadélfio em Constantinopla. Ela foi saqueada pelos venezianos quando a cidade foi saqueada durante a Quarta Cruzada em 1204 e levada para Veneza. Nos anos 1960, a parte ausente do calcanhar de uma das esculturas foi descoberto por arqueólogos de Istambul próximo a Mesquita de Bodrum. Esta parte está abrigada nos Museus Arqueológicos de Istambul. Um relato diferente é narrada pelas As Viagens de Marco Polo, a famosa autobiografia do explorador veneziano colocada no papel com a ajuda de seu coautor, Rusticiano de Pisa, cerca de 1300. Esta história deve ser tratada com grande cautela, com a fonte estando longe de ser fiável em termos modernos, mas vale sua menção:
| “ | Uma disputa que eclodiu em Acre em 1255 veio à tona numa guerra que durou anos, e foi sentida por toda a Síria. Começou em uma disputa próximo a uma igreja muito antiga chamada São Saba, que ficou sobre a fronteira comum dos Estados venezianos e genoveses em Acre, e esta chama foi ascendida por outras ocorrências infelizes. Acre sofreu gravemente. Veneza naquele tempo geralmente mantinha a dianteira, derrotando Gênova por terra e mar, e expulsando-a de Acre completamente. Quatro figuras antigas de pórfiro de São Saba foram enviados em triunfo para Veneza, e com seus aparelhos estranhos ainda permanecem no canto exterior de São Marcos, em direção ao Palácio Ducal. | ” |